# De Tachtig Plagen
De Tachtig plagen is een verdwenen volkswijk van de Nederlandse stad Vlissingen.

## Geschiedenis
De wijk werd in 1882 aangelegd ten behoeve van de komst van scheepswerf de Schelde en de arbeiders die ten gevolge daarvan naar de stad trokken. Na de Tweede Wereldoorlog verdween de gehele wijk, doordat zij werd gesloopt. De Tachtig Plagen is een van de wijken die ooit identiteit gaven aan de Scheldestad, maar bijna zijn verdwenen uit het collectieve geheugen.
In 1875 werd in Vlissingen scheepswerf De Schelde opgericht, wat een flinke economische impuls voor de stad betekende. Het zorgde er tevens voor dat de vraag naar woonruimte snel toenam. In beginsel werden er her en der wat woningen gebouwd, maar toen er meer en meer werklieden naar de stad kwamen ontstond er al snel een woningtekort.
Omdat de gemeente niets deed aan het ontstane woningtekort en er hierdoor een tekort aan arbeiders dreigde, besloot de directie het probleem zelf op te lossen. In 1882 liet zij 91 woningen bouwen aan het marinedok bij het groot Arsenaal. Dit deed zij in eigen beheer en voor eigen rekening. Het was de eerste nieuwe wijk in Vlissingen en om dit mogelijk te maken werd een deel van de vestingwerken gesloopt. De komst van de nieuwe wijk zorgde ervoor dat velen naar Vlissingen trokken om zich in de stad te vestigen. De Bankertstraat en de Evertsenstraat waren twee identieke straten die in de volksmond al snel de Tachtig Plagen genoemd werden.
De woningen bestonden uit een verdieping met een open zolderverdieping. In 1887 werd de wijk aangesloten op het toen nieuwe duinwaterleidingnet. Stromend water was destijds nog niet voor iedereen beschikbaar, ook in veel andere Vlissingse woningen. Het is niet geheel duidelijk waar de naam "de Tachtig Plagen" vandaan kwam, maar de wijk groeide al snel uit tot een echte volkswijk met grote gezinnen. Er heerste veel armoede, maar de onderlinge band van de bewoners was sterk. Het was een wijk waar het nooit echt stil was, waar er dag en nacht leven was van mensen op straat.
De economische crisis van de jaren dertig van de 20e eeuw zorgde er mede voor dat de wijk verpauperde en minder aantrekkelijk werd. De Tweede Wereldoorlog, die hier overheen kwam, liet zijn sporen na op de gehele stad. In de Tachtig Plagen was er zoveel schade veroorzaakt dat er besloten werd om de wijk in haar geheel te slopen. De sloop van de wijk kan echter niet los worden gezien van de expansiedrift van de Schelde. De werf nam het gebied daarna namelijk in gebruik als fabrieksterrein.